# Hemilepistus ruderalis
Hemilepistus ruderalis is een pissebed uit de familie Trachelipodidae. De wetenschappelijke naam van de soort is voor het eerst geldig gepubliceerd in 1771 door Pallas.